# Regeringen Lars Emil Johansen II
Regeringen Lars Emil Johansen I var Grønlands syvende regering som sad fra 4. april 1995 til 19. september 1997. Regeringen var en flertalsregering med 7 landsstyremedlemmer heraf 5 fra Siumut og 2 fra Atassut.

## Regeringsdannelse
Både Siumut og Inuit Ataqatigiit gik lidt frem ved landstingsvalget 4. marts 1995 og kunne have fortsat deres koalitionsregering. I stedet overraskede Siumut ved at vælge Atassut som ny koaliationspartner.

## Regeringen
Landsstyret bestod af disse medlemmer:
| Ressortområde                                             | Minister | Minister                 | Tiltrådt posten | Forlod posten      | Parti   |
| --------------------------------------------------------- | -------- | ------------------------ | --------------- | ------------------ | ------- |
| Landsstyreformand                                         |          | Lars Emil Johansen       | 4. april 1995   | 19. september 1997 | Siumut  |
| Landsstyremedlem for Økonomiske Anliggender og Boliger    |          | Daniel Skifte            | 4. april 1995   | 19. september 1997 | Atassut |
| Landsstyremedlem for Erhverv, Trafik og Forsyning         |          | Peter Grønvold Samuelsen | 4. april 1995   | 19. september 1997 | Siumut  |
| Landsstyremedlem for Sociale Anliggender og Arbejdsmarked |          | Benedikte Thorsteinsson  | 4. april 1995   | 19. september 1997 | Siumut  |
| Landsstyremedlem for Sundhed, Miljø og Forskning          |          | Marianne Jensen          | 4. april 1995   | 19. september 1997 | Siumut  |
| Landsstyremedlem for Kultur, Uddannelse og Kirke          |          | Konrad Steenholdt        | 4. april 1995   | 19. september 1997 | Atassut |
| Landsstyremedlem for Fangst, Fiskeri og Landbrug          |          | Pâviâraq Heilmann        | 4. april 1995   | 19. september 1997 | Siumut  |